# Lac d'Orédon

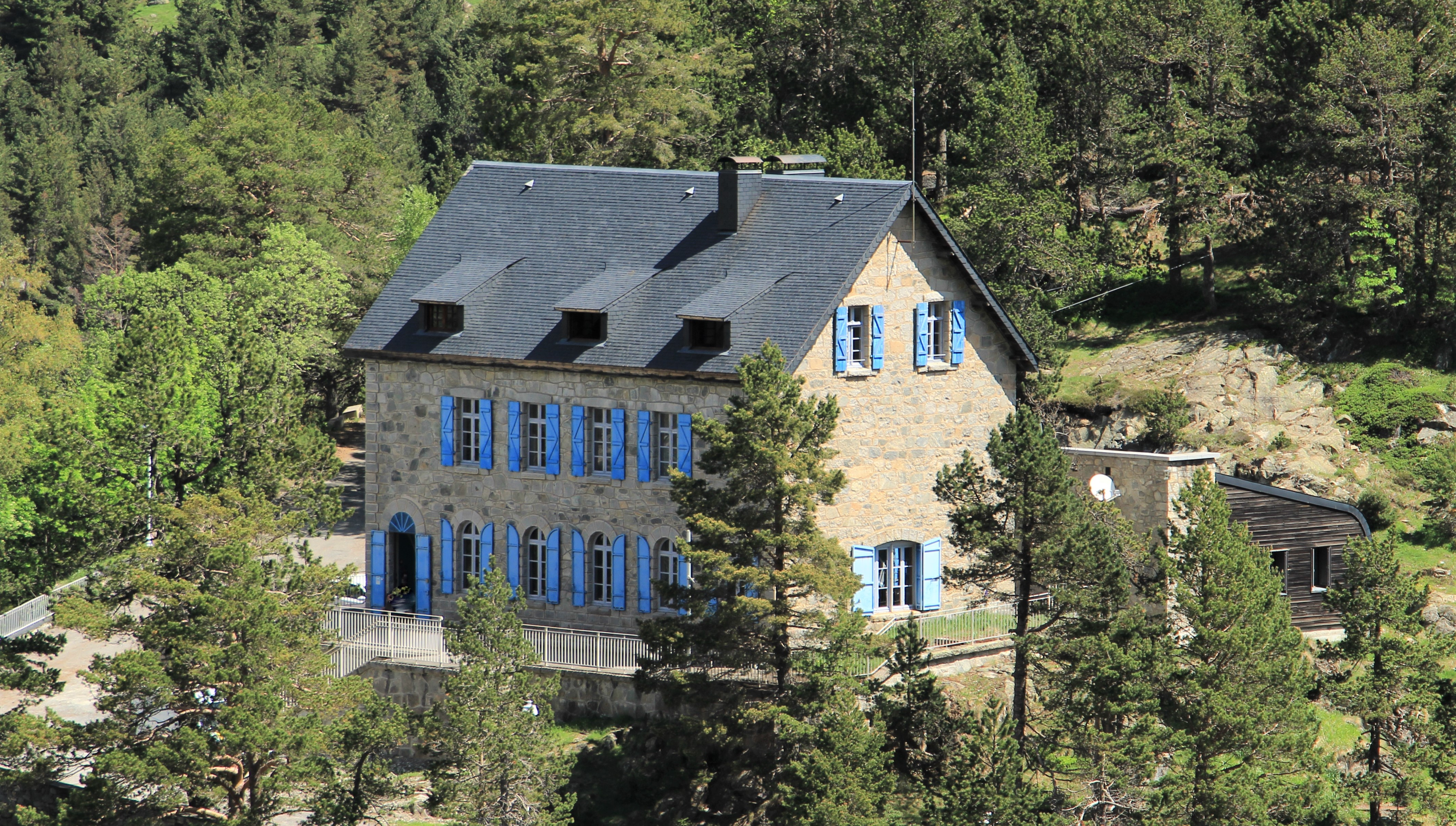
Le Chalet Hôtel en 2022.

Le lac d'Orédon est un lac de barrage des Pyrénées françaises de 46 hectares situé à une altitude de 1 849 mètres.

## Histoire

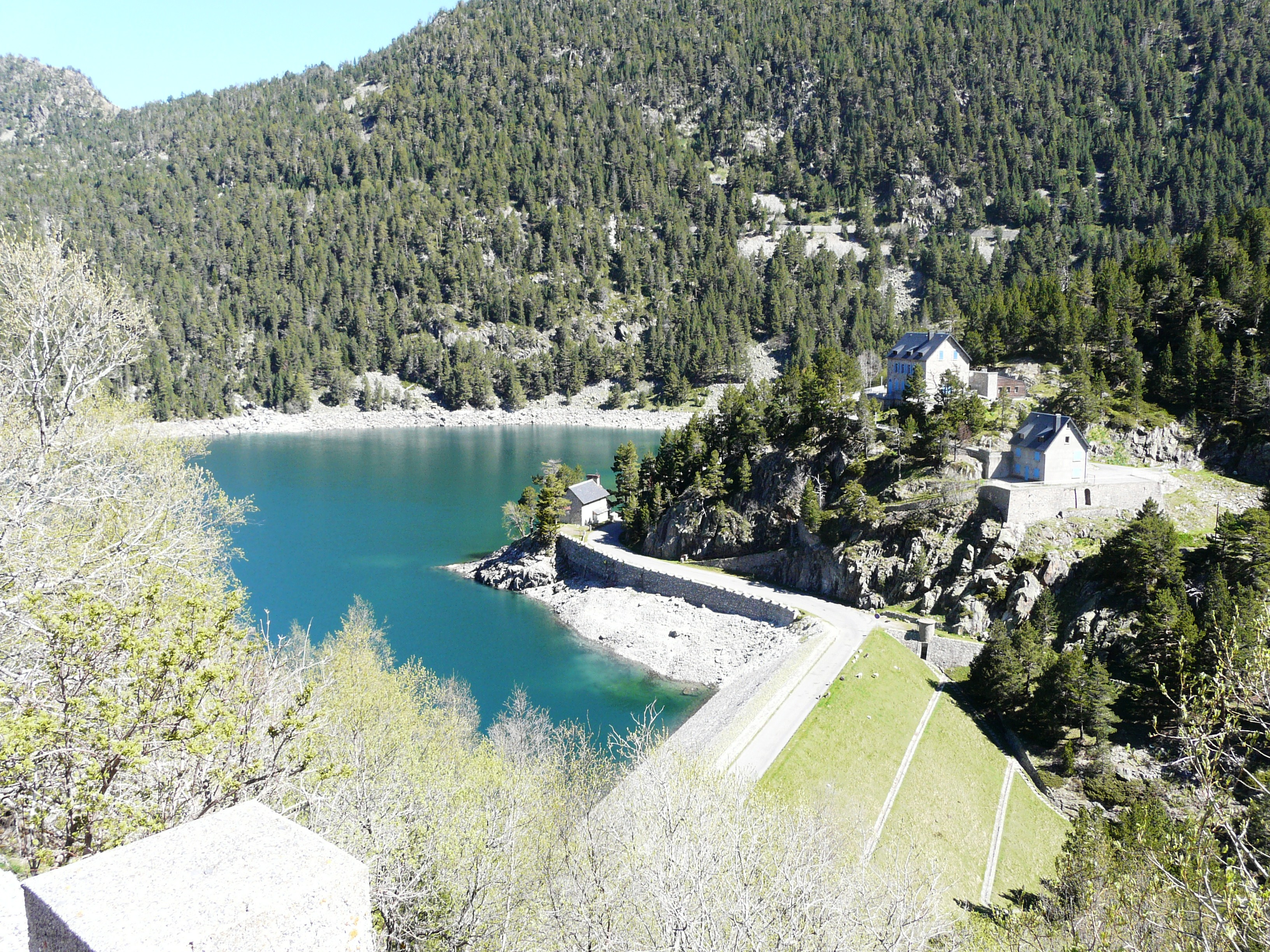
Le barrage d'Orédon.

Construit entre 1869 et 1884, le barrage d'Orédon, destiné à alimenter le département du Gers par la Neste via le canal de la Neste est le plus ancien barrage pyrénéen. En 1917, un canal souterrain relie sa retenue à celle de l'Oule, permettant ainsi l'accroissement de puissance de l'usine hydroélectrique d'Éget-Cité en vallée d'Aure.

En 1922, un laboratoire de biologie (ou « station biologique du lac d'Orédon ») est créé sur le rivage du lac d'Orédon, face à l'intérêt scientifique du site du Néouvielle, notamment révélé par le professeur toulousain Léon Jammes. Cette station accueille de nombreux scientifiques et étudiants qui étudient le lac d'Orédon, mais aussi son bassin versant, les mares et les zones humides qui l'entourent et l'écologie d'autres lacs glaciaires proches.

## Géographie

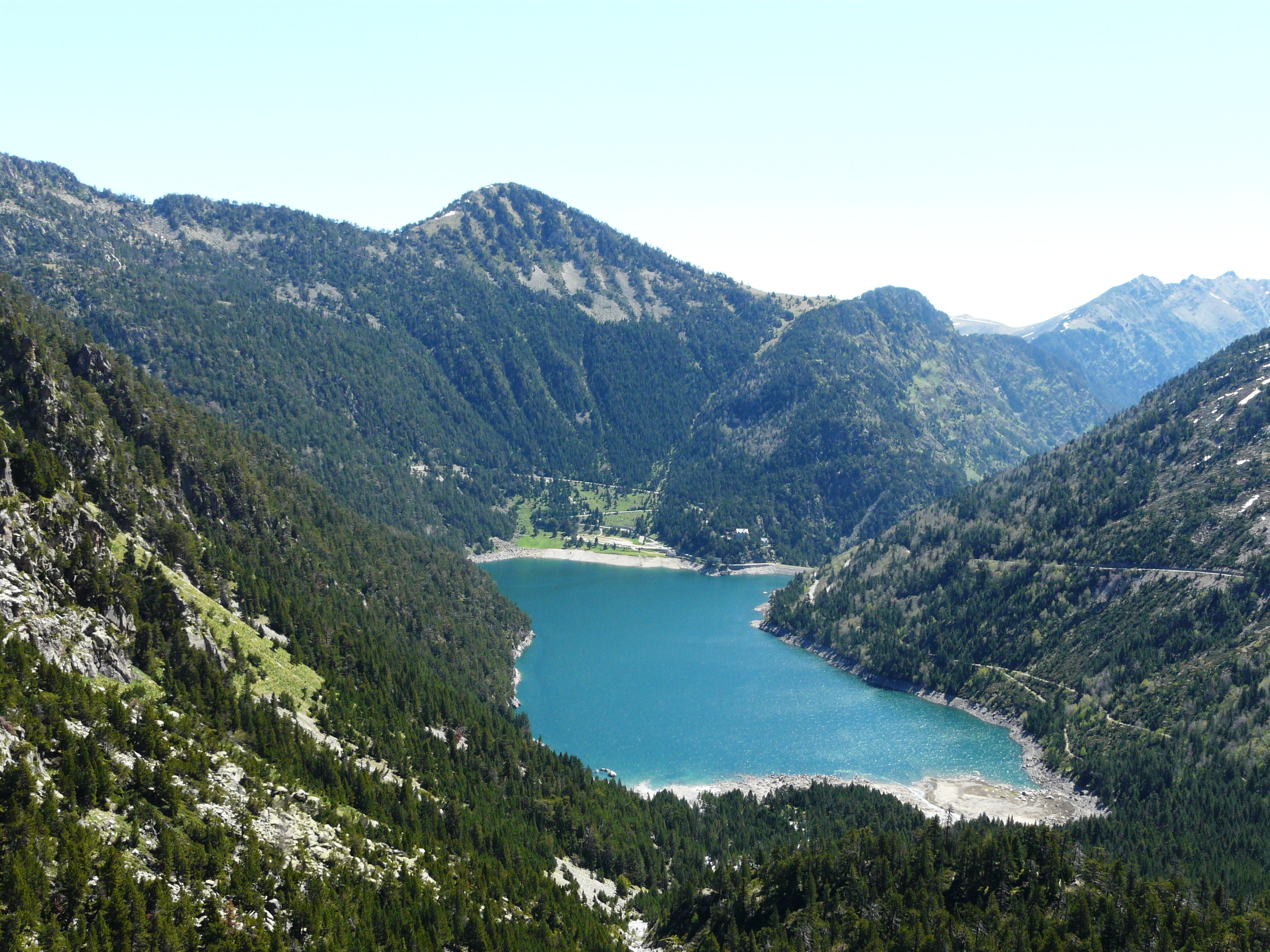
Le lac d'Orédon vu depuis le barrage de Cap de Long.

Le lac d'Orédon est situé sur la Neste de Couplan, un kilomètre en aval du lac de Cap de Long, en région Occitanie, département des Hautes-Pyrénées, sur la commune d'Aragnouet, en lisière de la réserve naturelle du Néouvielle. Son rivage nord-est se trouve sur l'enclave de la commune de Saint-Lary-Soulan.

Localités les plus proches : Saint-Lary-Soulan, Aragnouet et Barèges.

## Protection environnementale
Le lac fait partie d'une zone naturelle protégée, classée ZNIEFF de type 1 : Réserve du Néouvielle et vallons de Port-Bielh et du Bastan.
Une partie des berges, notamment le parking d'Orédon, fait partie de la Réserve naturelle nationale du Néouvielle, ainsi que du site Natura 2000 « Néouvielle » (site ZSC FR 7300929).

## Voies d'accès
La route menant aux lacs (Orédon, Aubert, Aumar et Cap de Long) est réglementée : généralement fermée en hiver, la fermeture est signalée par des panneaux, au carrefour de Fabian.

Il n'est accessible qu'à partir de la route départementale D 929 en vallée d'Aure en passant par Saint-Lary-Soulan et Tramezaïgues. À Fabian, hameau de la commune d'Aragnouet, la RD 929 délaisse la vallée et monte vers le lac d'Orédon.

Haut lieu de balades pyrénéennes, plusieurs sentiers de randonnée permettent, entre autres, d'accéder aux lacs voisins : les Laquettes, Aubert et Cap de Long.